# Powiat Preszów
Powiat Preszów (słow. okres Prešov) – słowacka jednostka podziału administracyjnego znajdująca się na obszarze historycznego regionu Szarysz w kraju preszowskim. Okres Preszów zamieszkiwany jest przez 169 828 obywateli (w roku 2011), zajmuje obszar 934 km². Średnia gęstość zaludnienia wynosi 181,89 osób na km². Miasta: Wielki Szarysz i powiatowy Preszów oraz 89 wsi.